# Tratado de glosas

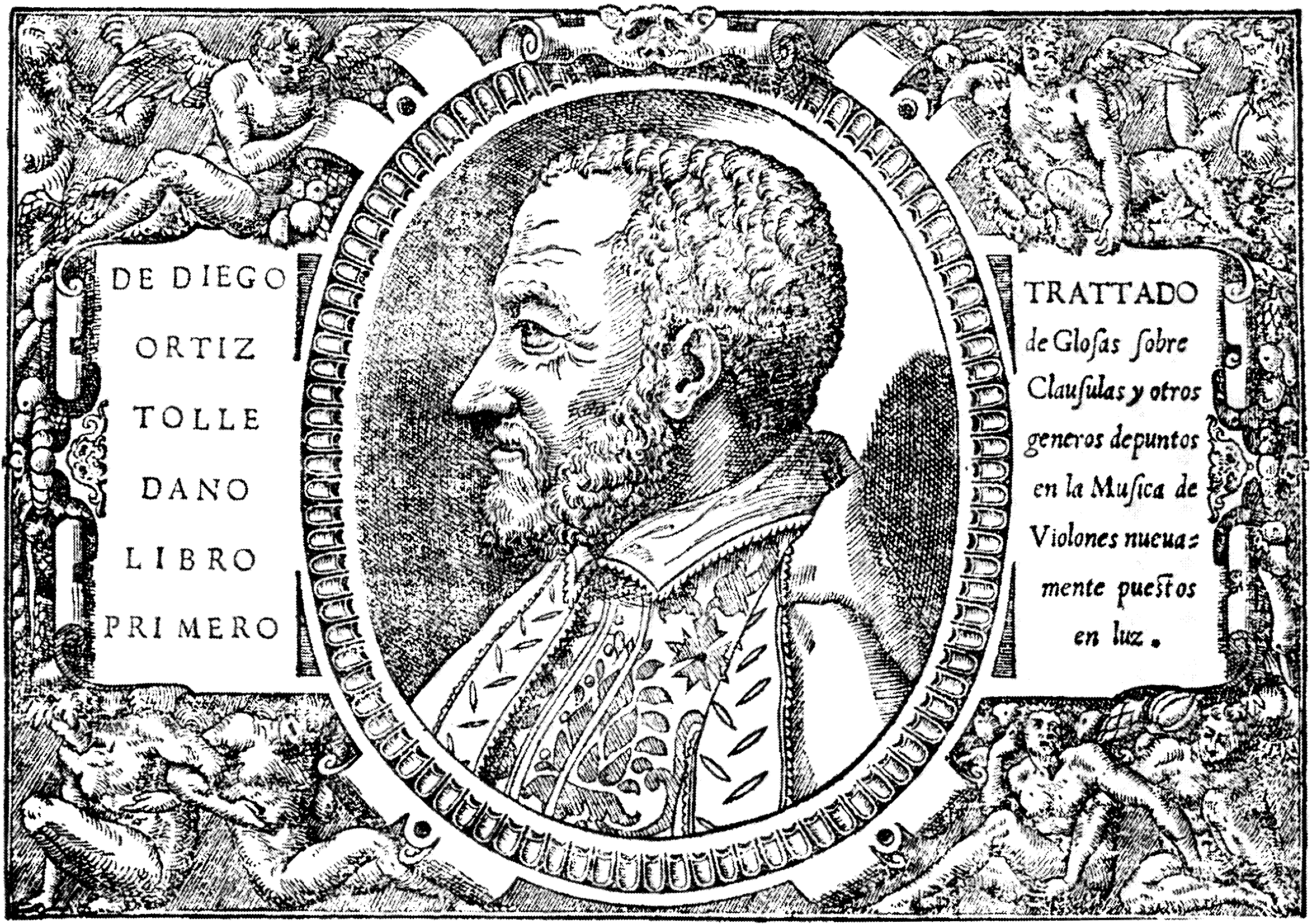
Portada del Tratado de glosas.

El Tratado de glosas sobre cláusulas y otros géneros de puntos en la música de violones nuevamente puestos en luz, también conocido simplemente como Tratado de glosas es un libro de música para viola da gamba (Ortiz la llama vihuela de arco o violón) y clavicémbalo, publicado en 1553 por el compositor y violista español Diego Ortiz.

## El libro

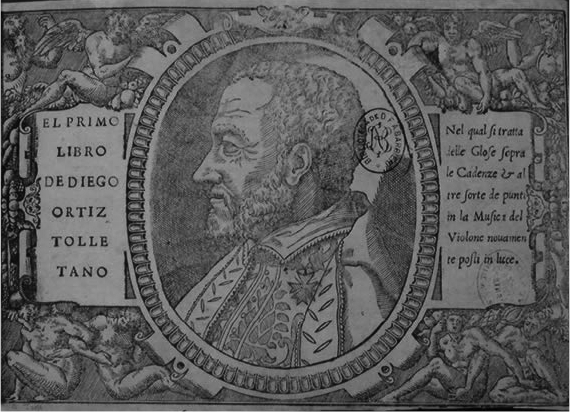
Portada de la versión italiana.

Fue publicado en Roma el 10 de diciembre de 1553 en dos versiones, una en español, con el nombre ya citado y otra en italiano, cuyo título es Glosse sopra le cadenze et altre sorte de punti in la musica del violone. Los impresores fueron los hermanos Valerio y Luigi Dorico.
El libro tiene 61 hojas en formato apaisado y usa letra romana. Está dividido en dos libros, con los siguientes elementos:
- f. 1r: Portada del libro I, con un grabado xilográfico con el retrato del compositor.
- f. 1v: en blanco
- f. 2r: Autorización del Papa Julio III. Aquí el Papa garantiza los derechos de propiedad del autor por diez años y alude al gran trabajo realizado para finalizar el tratado.
- f. 2v: Dedicatoria a Pedro de Urries, comendador de la orden de Santiago, señor de Ayerbe y Barón de Riesi.
- f. 3r: "A los lectores". Aquí, Diego Ortiz expone los motivos que le llevaron a escribir el libro: la falta de tratados sobre la viola da gamba.
- f. 3v: "El modo que se ha de tener para glosar"
- f. 3v-4r: "Modo de glosar sobre el libro"
- f. 4r: "Regla de cómo se ha de glosar una boz para tañer o cantar"
- f. 4r-24v: Ejemplos para glosar los puntos y rellenar mediante glosas los intervalos de segunda, tercera, cuarta y quinta, así como ascendentes y descendentes.
- f. 25r: Portada del libro II, con una orla decorativa.
- "Declaración de las maneras que hay de tañer el violón y el címbalo"
- "El orden que se ha de tener en templar el violón y el címbalo"

Recercadas para viola de gamba solo:
- Recercada primera
- Recercada segunda
- Recercada terçera
- Recercada quarta

- "De la segunda manera de tañer el violón con el címbalo que es sobre canto llano"

Recercadas sobre el canto llano "La Spagna":
- Recercada primera sobre "La Spagna"
- Recercada segunda sobre "La Spagna"
- Recercada terçera sobre "La Spagna"
- Recercada quarta sobre "La Spagna"
- Recercada quinta sobre "La Spagna"
- Recercada sexta sobre "La Spagna"

- "La tercera manera de tañer el violón con el címbalo que es sobre cosas compuestas"

Recercadas sobre el madrigal "O Felici Occhi Miei" (de Jacques Archadelt):
- Recercada primera sobre "O felici occhi miei"
- Recercada segunda sobre "O felici occhi miei"
- Recercada terçera sobre "O felici occhi miei"
- Recercada quarta sobre "O felici occhi miei"

Recercadas sobre la canción "Doulce Memoire" (de Pierre Sandrin):
- Recercada primera sobre "Doulce memoire"
- Recercada segunda sobre "Doulce memoire"
- Recercada terçera sobre "Doulce memoire"
- Recercada quarta sobre "Doulce memoire"

Recercadas sobre tenores:
- Recercada primera sobre el passamezzo antiguo
- Recercada segunda sobre el passamezzo moderno
- Recercada terçera sobre el passamezzo moderno
- Recercada quarta sobre la folia
- Recercada quinta sobre el passamezzo antiguo
- Recercada sesta sobre la Romanesca
- Recercada settima sobre la Romanesca
- Recercada ottaua sobre la folia
- Recercada Quinta boz

- f. 61v: en blanco
- f. Cr: en blanco
- f. Cr: Marca tipográfica en el colofón.

## Discografía
Las piezas que se interpretan y graban son las recercadas del Libro II. Existen unas pocas grabaciones integrales, como las debidas a Jordi Savall grabadas en 1970 y 1990 y la de Modo Antiquo. El resto de los discos suelen ser recopilaciones de música del Renacimiento que incluyen varias piezas de Ortiz. Las grabaciones se han ordenado por año de grabación, pero las referencias son las de la edición más actual en CD.
- 1968 - Música para viola da gamba de Diego Ortiz. Marcial Cervera. Christiane Jaccottet . MEC 1002. Colección Monumentos históricos de la música española.
- 1970 - Recercadas del Tratado de Glosas. Jordi Savall, Genoveva Gálvez , Sergi Casademunt. Hispavox CDM 7 64735 2.
- 1970 - Music of the Royal Courts of Europe 1150-1600. Early Music Consort of London. David Munrow. Reeditado en CD como:

- The Pleasures of the Royal Courts. Elektra Nonesuch 9 71326-2. 

- 1973 - Music from the court of Ferdinand and Isabella. Early Music Consort of London. David Munrow. EMI (Japan) TOCE-6198.
- 1976 - Canciones y Danzas de España. Lieder und Tänze der Cervantes-Zeit (1547-1616). Hespèrion XX. Jordi Savall. EMI "Reflexe" 7 63145 2.
- 1976 - The Roots of American Music. Boston Camerata. Joel Cohen. Erato 2292 - 45474 - 2.
- 1977 - Diego Ortiz: Recercadas. Atrium Musicae de Madrid. Gregorio Paniagua. Harmonia Mundi HM2393 (2 LP)
- 1978 - Music from the armada years. Hespèrion XX. Jordi Savall. . Edición moderna en CD:

- Entremeses del Siglo de Oro. Lope de Vega y su tiempo: 1550 - 1650. Hespèrion XX. Jordi Savall. Alia Vox AVSA 9831 (SACD-H). 

- 1980 - Virtuose Verzierungs-Kunst um 1600. Schola Cantorum Basiliensis. . Edición moderna en CD:

- Virtuoso chamber music from the 16th century. Schola Cantorum Basiliensis. Deutsche Harmonia Mundi 77427. 

- 1980 - La Spagna. 15th & 17th Century Spanish Variations. Atrium Musicae de Madrid. Gregorio Paniagua. Bis CD-163 .
- 1988 - Armada. Music from the courts of Philip II and Elizabeth I. Fretwork. Michael Chance. Virgin Classics 90722.
- 1990 - Diego Ortiz. Recercadas del trattado de glosas. Jordi Savall, Ton Koopman, Lorenz Duftscmid y Rolf Lislevand. Astrée ES 9967.
- 1993 - Gentil Madonna. London Pro Musica. Bernard Thomas.IMP / Carlton Classics 6600862.
- 1993 - Viol recital. Abel, Ortiz, Schenck, Hume. Wieland Kuijken. Denon 75659.
- 1993 - Musica Mediterranea. Kithara Ensemble. Chandos Chaconne 0562.
- 1993 - Amando e Desiando. Spanish and italian music from the 16th century. Akantus. Alice Musik Produktion ALCD 010
- 1995 - A Song of David. Music of the Sephardim and Renaissance Spain. La Rondinella. Dorian Discovery DIS-80130.
- 1995 - A Royal Songbook. Spanish Music from the time of Columbus. Musica Antiqua of London. Philip Thorby. Naxos 8.553325.
- 1996 - La Spagna Music at the Spanish Court. Amsterdam Loeki Stardust Quartet. L'Oiseau-Lyre 444 537-2OH.
- 1997 - Music for Philip of Spain and his four wives. Charivari agréable. Nicki Kennedy. Rodrigo del Pozo. Signum 006.
- 1998 - Ganassi - Ortiz: Complete Works for Viola da Gamba. Bettina Hoffman. Modo Antiquo. Tactus TC 490701, reeditado en 2007 por Brilliant Classics 93356.
- 1998 - Armada. Music from the courts of Philip II and Elizabeth I. Fretwork. Michael Chance. Virgin Classics 90722.
- 1998 - Canción del Emperador. José Miguel Moreno. Glossa Music.
- 1998 - La Folia, 1490-1701. Corelli, Marais, Martín y Coll, Ortiz, & Anónimos. Jordi Savall et al. Alia Vox AV 9805 (CD). Alia Vox AVSA 9805 (SACD-H).
- 1998 - Early Italian madrigals. Capella Antiqua de Múnich. Konrad Ruhland. Gustav Leonhardt. Wieland Kuijken. Sony "Seon" SBK 60 706.
- 1999 - Al alva venid. La Romanesca. José Miguel Moreno, Paolo Pandolfo y Juan Carlos de Mulder. Glossa
- 1999 - Bella de vos som amorós. La Música en la Corte de los Reyes Católicos y Carlos I. Capella Virelai. Jordi Reguant. La mà de guido 2035.
- 2000 - Isaac: La Spagna. Mottetti e Missa per la corte di Lorenzo de' Medici. Musiche strumentali sulla melodía La Spagna. Paolo Pandolfo, Liuwe Tamminga, Odhecaton, Paolo Da Col. Bongiovanni 5607.
- 2001 - Ostinato. Falconiero, Marini, Merula, Ortiz, Pachelbel, Purcell, Rossi, Valente & Anonimi. Hespèrion XXI. Jordi Savall. Alia Vox AV 9820.
- 2002 - Canciones de Amor y de Guerra. Claricanto. Pneuma PN-390.
- 2003 - Joyssance vous donneray. Chansons musicales. Il Desiderio. Aeolus AE 10066.
- 2003 - El Fuego. Musique polyphonique profane di Siècle d'Or. Música de la Corte. Eduardo Notrica. Voice of Lyrics VOL BL 703
- 2005 - Música en el Quijote. José Miguel Moreno. Orphenica Lyra. Glosa. 2005
- 2005 - Rayuela. Instrumental music with recorders between 1300 and 1650. Ensemble Rayuela. Olive Music om 006.
- 2005 - Du temps et de l'instant. Jordi Savall. Alia Vox AV 9841 (CD). Alia Vox AVSA 9841 (SACD-H).